# 파수탑

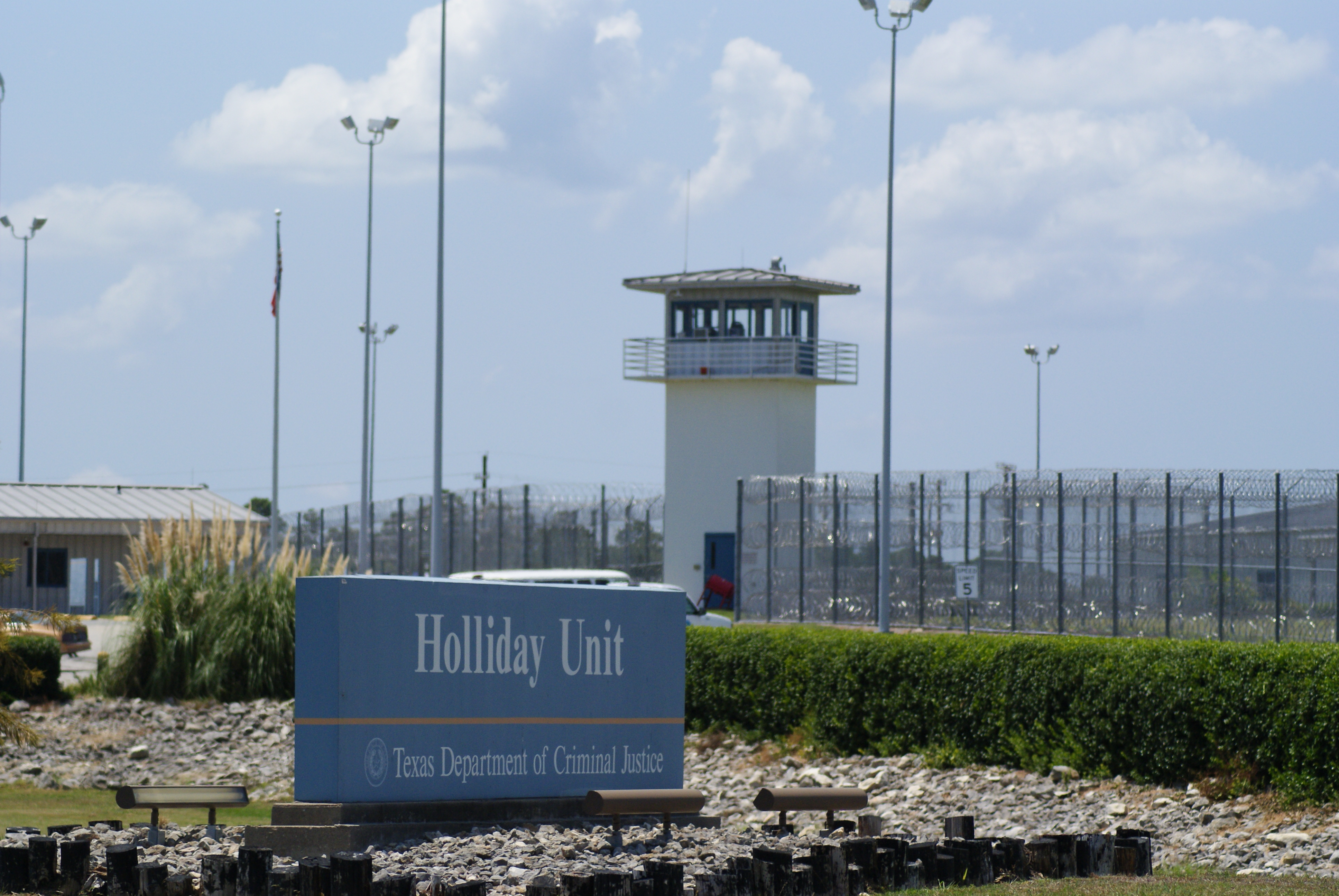

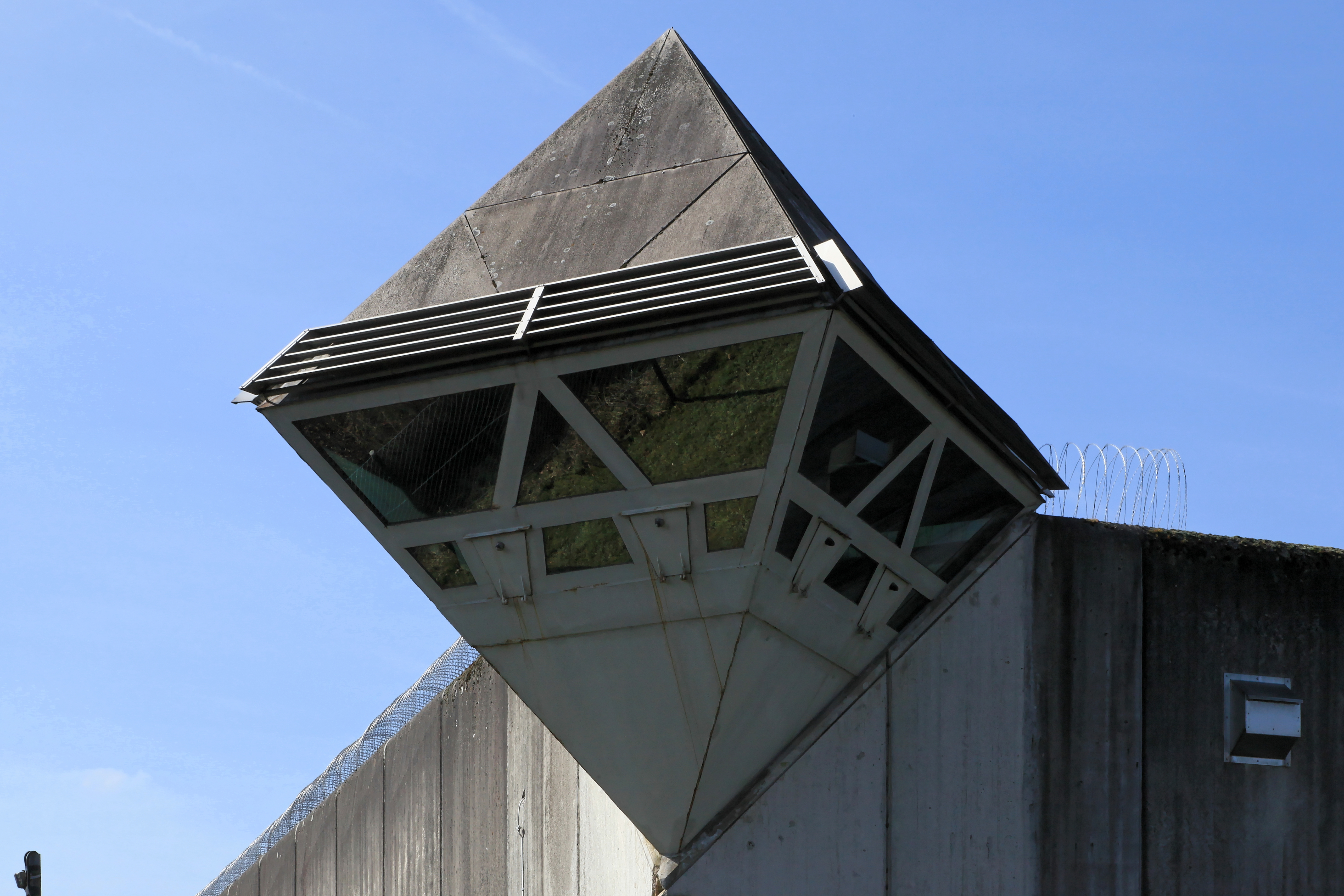

파수탑(把守塔, guard tower)은 시야를 확보하여 특정 지역을 파수하기 위한 군사용 탑이다.
이 탑은 일반적으로 군인이 운영하며 확립된 통제 구역에 건설된 구조물이다. 여기에는 군대가 점령한 군사 기지와 도시가 포함된다. 이러한 유형의 요새는 역사에서 성벽에 통합된 탑의 변형이며, 현대에는 보병과 탐조등이 운반하는 것보다 더 무거운 무기와 같은 시설을 갖추고 있다.

## 저명한 파수탑
- 앨커트래즈섬 파수탑
- 아우슈비츠 강제 수용소 파수탑
- 런던탑

## 같이 보기
- 망루